# Castellammare del Golfo

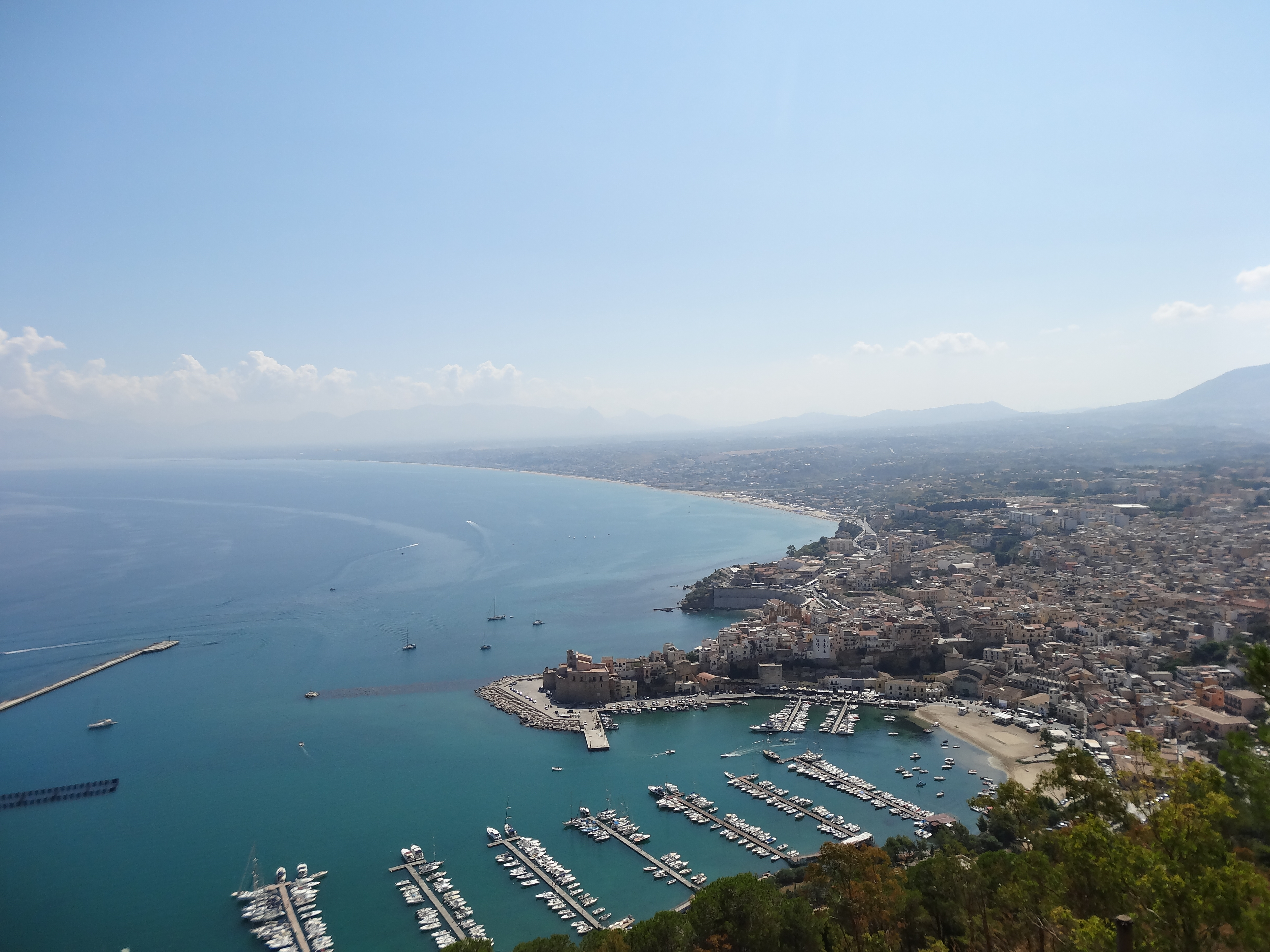
Castellammare del Golfo – widok portu

Castellammare del Golfo – miejscowość i gmina we Włoszech, w regionie Sycylia, w prowincji Trapani.
Według danych na rok 2004 gminę zamieszkiwało 14 577 osób, 114,8 os./km².